# Század (közigazgatási egység)
A század (angol: hundred) a közigazgatási egység, amit hagyományosan Angliában, Walesben, Dániában, Dél-Ausztráliában, az Amerikai Egyesült Államok egyes részein, Németországban (Dél-Schleswigben), Svédországban, Finnországban, Észtországban és Norvégiában használnak, amelyek történelmileg nagyobb régiókból álltak össze, amelyeket tovább osztottak adminisztratív kirendeltségekre. Alternatív neve a wapentake, a herred (dán, bokmål norvég), a herad (nynorsk norvég), a hérað (izlandi), a härad, vagy hundare (svéd), a harde (német), a kihlakunta (finn) és a kihelkond (észt).
A „század” megnevezés a „száz” számnévből származik. Valószínűleg eredetileg olyan területet jelölt, amely száz fegyverest képes kiállítani, vagy száz háztartással rendelkezik. Tacitus már 98-ban hagyományos germán szisztémaként írja kel („centeni”). Hasonló rendszert használtak a hagyományos kínai és japán közigazgatásban is.

## Anglia és Wales

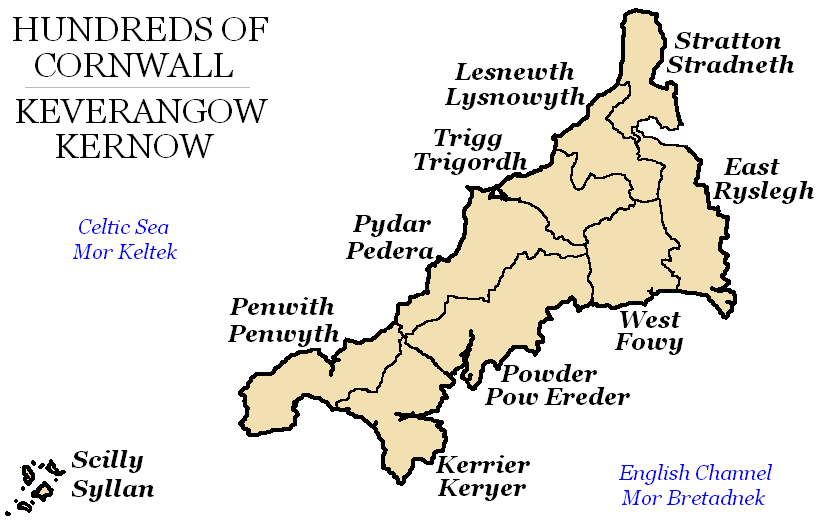
Cornwall századai a korai 19. században.

Angliában és Walesben a századok a shire-ek részegységei voltak, katonai és a common law szerinti jogszolgáltatási hatáskörrel, valamint, a körzeteknek az 1894. évi helyi kormányzati törvény általi bevezetése után, a századok voltak a kizárólagos adminisztratív egységek a parishek és a megyék között.
Eredetileg a szászok szervezték meg őket 613 és 1017 között, mint olyan területet, amely nagyjából száz háztartás eltartására elegendő. Vezetője a század-fő, vagy század eolder volt. Ő volt a felelős a közigazgatásért, az igazságszolgáltatásért, és ő volt a katonai csapatok parancsnoka is. A tisztség nem volt örökletes, de a 10. századtól birtokosát az előkelő családok egy szűk köréből választották. Minden században volt egy találkozási hely, ahol a század férfijai megtárgyalták a helyi ügyeket, és törvényszékeket tartottak. A századi tanács szerepét Békés Edgár király törvényei rögzítették. A „század” megnevezés hagyományosan ezt a találkozási helyet jelölte. Angliában, egyedülálló módon, azt javasolták, hogy egy század akkora területet jelöljön, amely képes eltartani száz családot és száz ún. „hide”-ból áll.
A századokat tovább is osztották. A nagyobb, vagy népesebb századokat divíziókra (vagy, Sussexben, fél századokra) osztották. Minden századot tithongekre osztottak, amelyek tíz-tíz háztartást foglaltak magukba. Ennek megfelelően a területi alapegység a hide volt, ami eredetileg egy család eltartására elegendő területet jelölt. Ennek megfelelően nem volt összefüggésben a kiterjedésével.
A századok fölötti közigazgatási szinten álltak a shire-ek, amelyeket a shire-reeve (vagy seriff) vezetett. A századok határai függetlenek voltak a parish-ek és a megyék határaitól, bár általában egybe estek velük, ami azt jelenti, hogy egy század több megye között is megoszolhat, ahogy egy parish is osztható századokra.
A századok rendszere nem volt olyan stabil, mint a vele egy időben felállított megye-rendszer. Folyamatosan változott, hogy hány század van egy megyében. Az ország sok részén a Domesday Book alapvetően eltérő számú századot ír le, mint amennyi később létezett. Az egyes megyéknek igen változatos számú százada lehetett. Leichestershire hat századdal rendelkezett (a Domesday Book szerint néggyel), míg Devon majdnem háromszor annyival, azaz 32-vel.

### Századtanácsok
Az idő előre haladtával a századok fő funkciója a jogi adminisztráció és a rendfenntartás lett. A 12. századtól kezdve a századtanácsot tizenkétszer hívták össze évente. Később kétheti rendszerességűvé vált, az 1234-es rendelet azonban háromhetenkéntire csökkentette a gyakoriságát. Néhány században a tanácsot fix helyen tartották, míg máshol minden ülésre más helyen került sor. A századtanács fő feladata a frankpledge-rendszer fenntartása volt. Ahol a század a korona joghatósága alá tartozott, a fő magisztrátus szerepét a sheriff töltötte be. Sok század azonban magánkézben volt, a vezetői cím pedig öröklődött. Ahol a század egy földesúr uralma alatt állt, a steward volt a kinevezett helyi sheriff.
A századtanácsok jelentősége a 17. századtól kezdve csökkent, és sok hatáskörük 1867-ben átkerült a megyei tanácsokhoz. A századok utolsó kötelességét, a zavargások okozta károk helyreállítását, 1886-ban törölték el, amikor ezt a szerepet a megyei rendőrség vette át. Innentől kezdve a századoknak semmilyen adminisztratív vagy jogi hatásköre nem maradt, bár formálisan sosem számolták fel őket.
A századok helyét Walesben az olyan tradicionális egységek váltották fel, mint a cantref (vagy cantred) és a commote, Írországban pedig a megyéket baronátusokra osztják.

### Adminisztratív funkciók
A 19. század végéig a századok fontos adminisztrációs szerepet töltöttek be a 11. század óta létező Angliában, és, kisebb mértékben, a 16. századtól kezdve Walesben is. Különösen fontos volt a szerepük az adózásban. Hat évszázadnyi adózási-iratgyűjtemény lelhető fel a századokban a mai napig.
1832 és 1885 között a századok csoportosítását használták, hogy megalkossák a parlamenti választókörzeteket. Az ülőhelyek 1885-ös újraelosztásakor egy újfajta megyei beosztás került használatba. A századok szolgáltatták az alapját az első négy brit népszámlálásnak 1801 és 1841 között.
A 19. századtól kezdve különböző, egy-egy feladatot ellátó megyei alrendszert hoztak létre, úgy mint a szegénygondozási uniókat, vagy az egészségügyi körzeteket, amelyek együtt városi, vagy rurális körzetekbe szerveztek 1894-ben, amelyek átvették a századok adminisztratív szerepét. Számos régi század neve maradt fenn modern helyi kormányzati körzetek nevében.

### Wapentake
A ’’’wapentake’’’ az old norse nyelv ’’vápnatak’’ szavából származó terminus, ami nagyjából egyenértékű az angolszász századdal. A szó egy adminisztratív találkozási helyet jelöl, ami jellemzően egy útkereszteződésben vagy egy gázlónál épült. A szó eredete nem ismert. A népetimológia szerint a fegyver szóból eredeztethető, és arra utal, hogy eredetileg csak a fegyverforgatók rendelkeztek szavazati joggal, vagy, más felfogás szerint, a szavazati joggal rendelkező polgárság kiváltsága volt a fegyverviselés. Ez utóbbi elképzelést talán Tacitus Germania című műve ihlette, vagy a svájci kanton, Appenzell Innerrhoden gyakorlatából vont analógia. Más források szerint a fegyverviselés tiltott volt az északi népek gyűlésein, a þingeken, és a „fegyverek felvétele”, vagy ’’vopnatak’’ jelentette a gyűlés végét, amikor a résztvevők ismét felvehették a fegyvereiket.
A Danelaw megyéi, Qorkshire, Derbyshire, Leicestershire, Northamtonshire, Nottinghamshire, Rhutland és Lincolnshire területét wapentake-ekre osztották, ugyanúgy, ahogy Anglia többi részét századokra.
Yorkshire-ben, az északi wapentake-eket számos angolszász század váltotta fel az 1086-ban Észak- és Nyugat-Ridingsben kezdődő, majd a 12. század közepéig Kelet-Ridingben folytatódó folyamat során.
Néhány megyében, például Leicestershire-ben, a wapentake-ek a Domesday Book idején átalakultak századokká. Máshol, mint például Lincolnshire-ben a fogalom használatban maradt. Bár nem részei a helyi kormányzatnak, a wapentake-k rendszerét megőrizték a rurális esperességek.

## Skandinávia

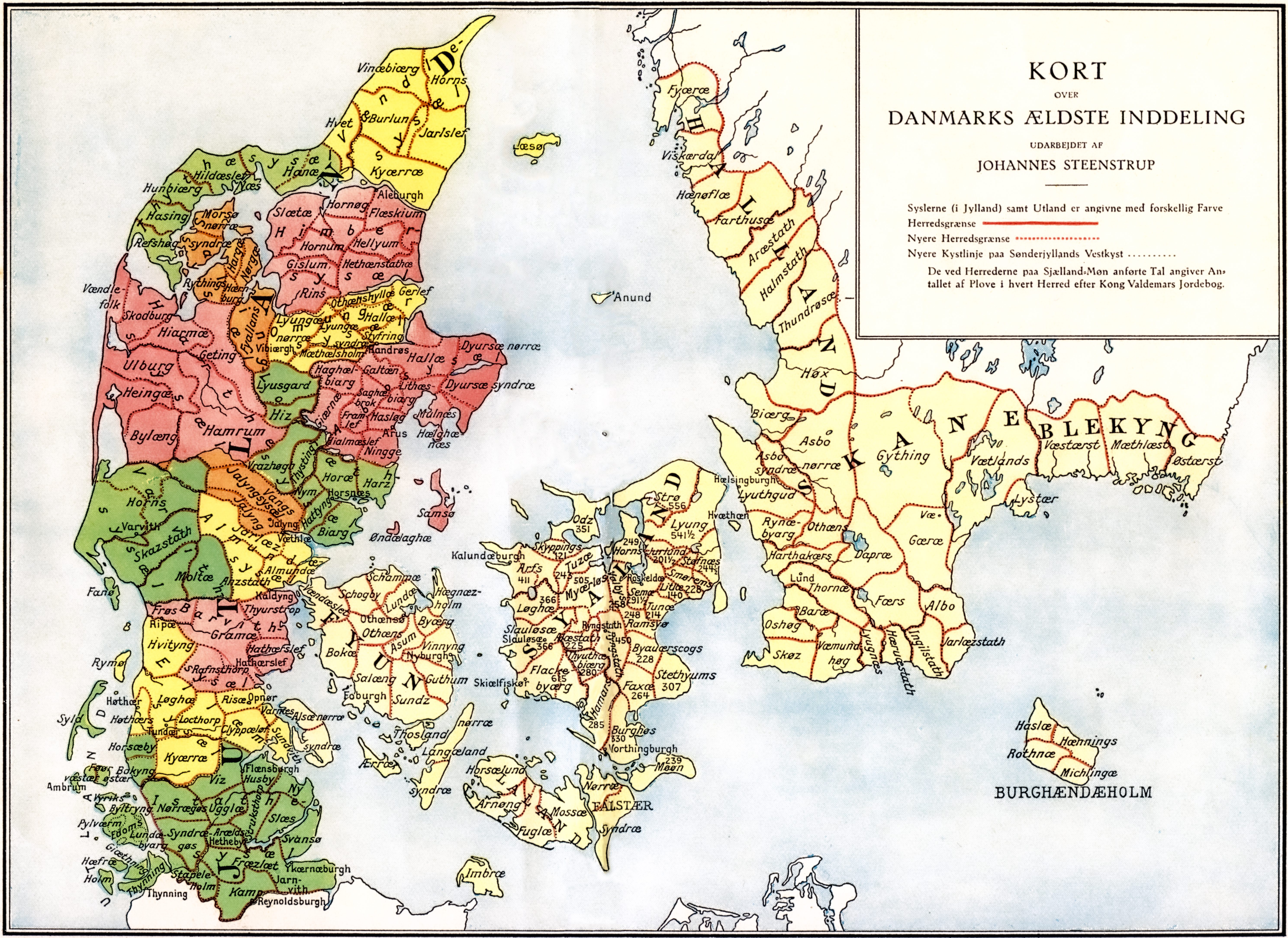
A középkori Dánia térképe a herrederekkel és a sysselekkel. Az egész országot herrederekre osztották (a térképen pirossal jelölve). A sávozott területek mutatják a jutlandi sysselek területét. Zealand négy egyházi syslere ebbe nem tartozik bele.

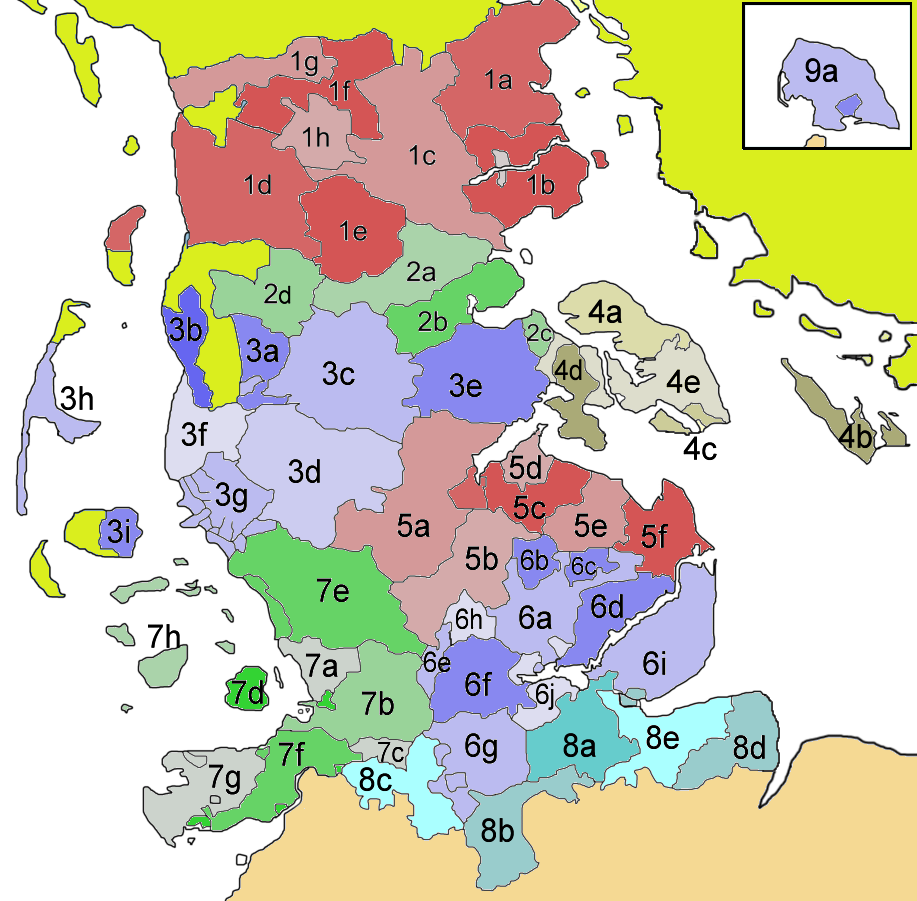
Századak Schleswigben 1865-ig

A ’’hundare’’ (század) kifejezést Svealandon és a mai Finnországban használták. Ezeket végül felváltották a Skandinávia más területén is használt ’’häradok’’, vagy ’’Herredek’’’. Mindkét szó a régi ’’harja-raiðō’’ (hadtest) vagy a proto-germán ’’harja-raiða’’ (hadi felszerelés, kb. wapentake) szóból származik. Hasonlóak voltak a skiperide-k is. Ezek partmenti területek voltak, ahol a lakosság feladata volt a hadihajók kiállítása.
Norrlandben, Svédország északi, ritkán lakott részén nem szerveztek századokat. Svédországban a vidéki häradokat általánosan néhány sockenre (parish) osztották. Ezek voltak az egyházi és a világi adminisztráció alapjai is. Általános jelentőségét az 1862. évi komunnareform következtében veszítette el. A härad eredetileng a ’’landskap’’ (provincia) részegysége volt, de az 1634-es kormányzati törvény óta a ’’länek’’ (megye) vették át a landskapok helyét. A häradok választókörzetekként is funkcionáltak, amelyek egy-egy képviselőt választottak a Ståndsriksdag (a svéd parlament 1436 és 1866 között). A häradsrätt (századtanács) volt a területet felügyelő kormányzati szerv, amit 1970-ben a tingsrättek rendszere váltott fel.
Ma a századok nem játszanak adminisztratív szerepet Svédországban, de a kifejezést alkalmanként használják.
Nem tisztázott, hogy Finnország nyugati területein mikor szervezték meg a századokat. Satakunta provincia neve, ami durva fordításban „századot” jelent (sata=100), az északi keresztes hadjáratok, a krisztianizáció és a svéd hódítás előttről származik.
’’Kihlakunta’’ néven a századok voltak az alapvető adminisztratív egységek 2009-ig. Mindegyiket ’’läänikre’’ (provincia/megye) osztották, és saját rendőrségük, kerületi tanácsuk és ügyészük volt. Általánosságban a városok urbánus kihlakuntákat alkottak, a rurális területeken viszont több település alkotott egy rurális kihlakuntát. A provinciák felszámolását követően az egyes joghatóságokat elválasztották egymástól. A rendőrségi körzetek nem szükségszerűen esnek egybe a bírósági körzetekkel.

## Egyesült Államok
Delaware, New Jersey és Pennsylvania államok megyéit századokra osztották a 17. században, követve az angol rendszert. Delaware-ben máig léteznek (lásd: Delaware megyéinek és századainak listája). Az 1960-as évekig adó- és választókerületenként működtek, de ma már nem töltenek be adminisztratív szerepet. Hivatalos szinten egyedül a lakhely meghatározásában van szerepük.
Marylandben is használták a megyék részegységeiként a századokat. Carroll megyét 1836-ban a Baltimore megyei Északi század, Pipe Creek század, Felső-Delaware század és Alsó-Delaware század, illetve a Frederick megyei Pipe Creek század, Westminster század, Unity század, Burnt House század, Piney Creek század és Taneytown század összevonásából hozták létre. A marylandi Somerset megye, amit 1666-ban alapítottak, hat századra oszlott. Ezek Mattapony, Pocomoke, Boquetenorton, Wicomico és Baltimore század. Később ehhez még öt, Pitts Creek, Acquango, Queponco, Buckingham és Worcester század, csatlakozott. Az amerikai függetlenség kivívását követően a „század” kifejezés kikopott gyakorlatból. Helyüket a választókörzetek vették át. Ennek ellenére a neve még további ötven évig feltűntek.
Néhány ültetvény a korai gyarmati Virginia területén szintén századnak nevezte magát, úgy mint Martin százada, Flowerdew század, illetve West and Shirley század. Bermuda század volt az első önkormányzati jogú település a virginiai angol kolónián. 1613-ban, hat évvel Jamestown után, alapította Sir Thomas Dale.
Az 1785. évi földrendelet vitája alatt Thomas Jefferson tanácsa fel akarta osztani a közföldeket nyugaton „tíz négyzetmérföldes századokra, ahol minden mérföld 6086 és 4 tized lábat tartalmaz”. A törvény ehelyett hat mérföldes körzetű városi közösségeket hozott létre.

## Ausztrália
Dél-Ausztráliában még mindig úgy tartják számon a földparcellákat, hogy mely század területén fekszik. A dél-ausztráliai megyék mellett ezek is szerepelnek a címekben, azonban más jelentősége nemigen van. Cumberland megyét is századokra osztották a 19. században, azonban ezeket később megszüntették. Egy század hagyományosan száz négyzetmérföld területű.